# Knightsbridge (London Underground)

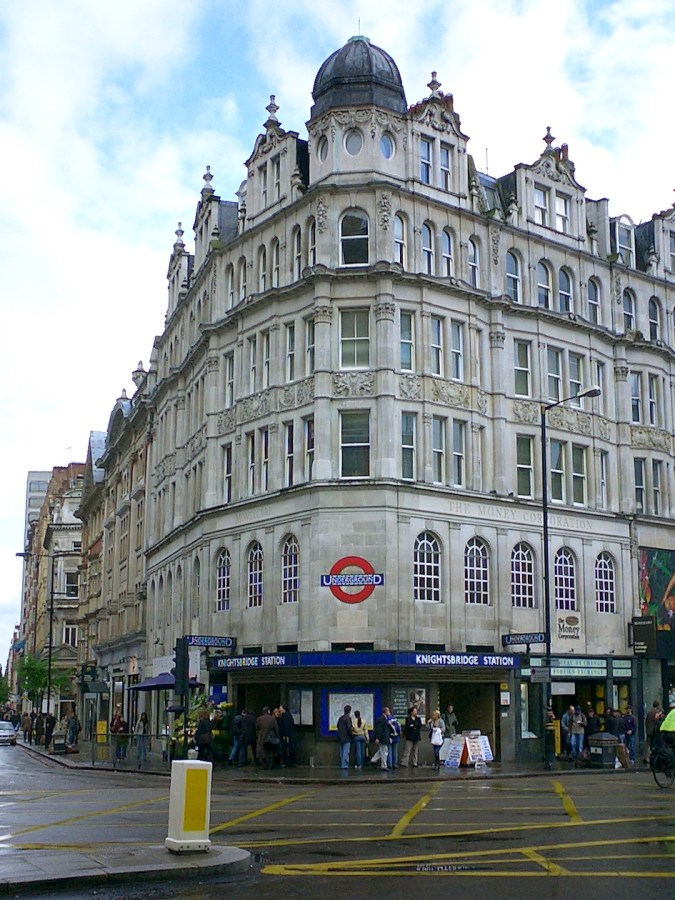
Eingang zur Station Knightsbridge an der Sloane Street

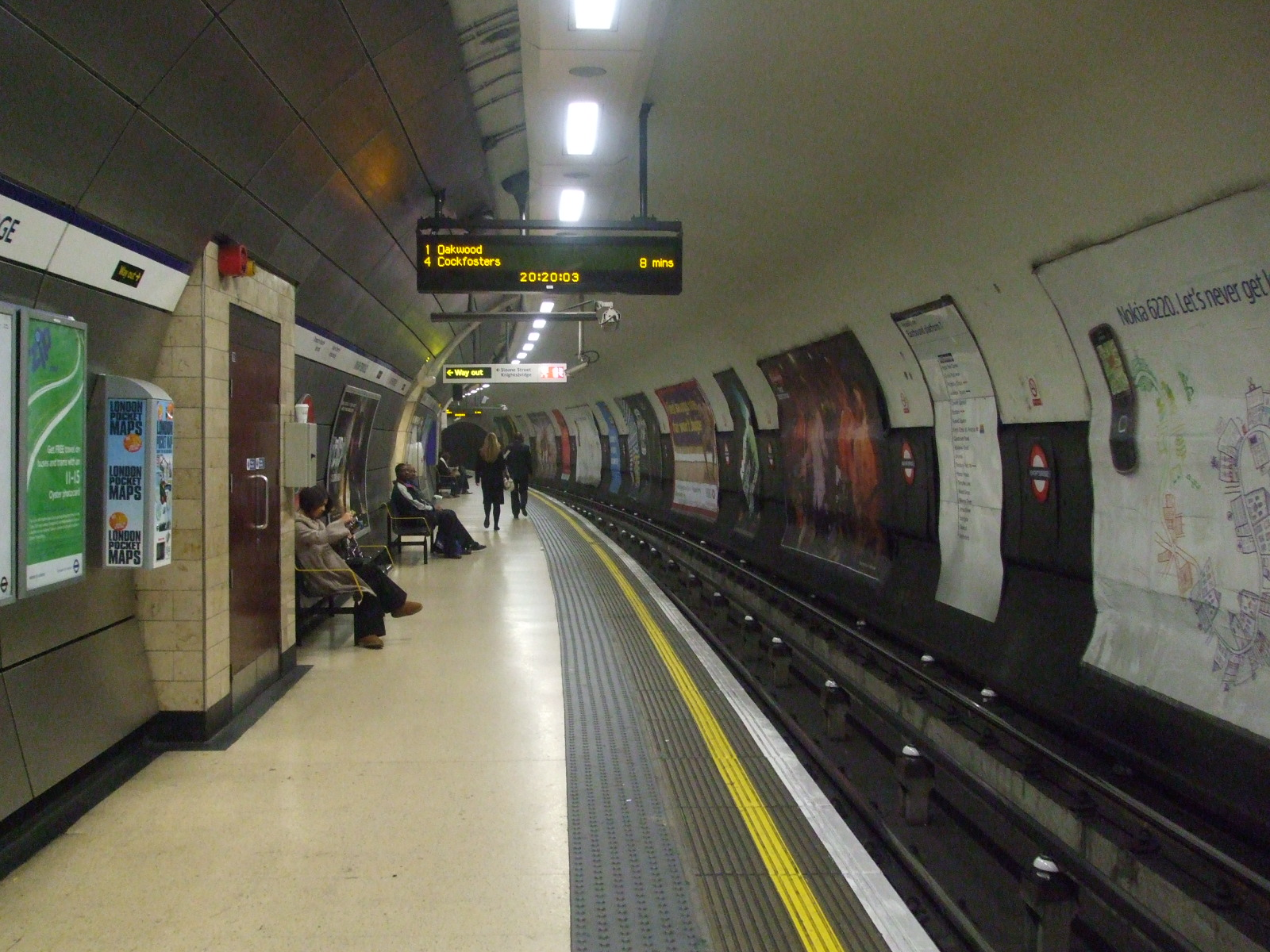
Bahnsteig

Knightsbridge ist eine unterirdische Station der London Underground im Stadtbezirk Royal Borough of Kensington and Chelsea. Sie liegt in der Travelcard-Tarifzone 1 an der Brompton Road, unmittelbar neben dem Kaufhaus Harrods. Im Jahr 2013 nutzten 21,47 Millionen Fahrgäste diese von der Piccadilly Line bediente Station.

## Geschichte
Eröffnet wurde die Station am 15. Dezember 1906 als Bestandteil des ersten Streckenabschnitts der Great Northern, Piccadilly and Brompton Railway (Vorgängergesellschaft der Piccadilly Line). In den Anfangsjahren erfolgte der Zugang zu den Bahnsteigen über vier Aufzüge und eine Notfalltreppe. Das ursprüngliche, von Leslie Green entworfene Stationsgebäude befand sich an der Brompton Road, an der Kreuzung mit Knightsbridge und Sloane Street.
Von Anfang an war die Station sehr gut frequentiert, aufgrund der Nachbarschaft zu Harrods und anderen exklusiven Läden an der Brompton Road. Dies war ein krasser Gegensatz zur nahe gelegenen Station Brompton Road, wo die Frequenzen derart gering waren, dass zahlreiche Züge ohne Halt durchfuhren. 1934 wurde beschlossen, die Station Brompton Road zu schließen und stattdessen bei Knightsbridge einen zusätzlichen Eingang mit Rolltreppen zu errichten. Allerdings konnte die Station vom südlichen Eingang aus nur durch einen langen, schmalen Fußgängertunnel erreicht werden; auch die Fahrscheinschalter fanden kaum Platz.
Die weiterhin steigende Popularität von Harrods führte mit der Zeit zu Kapazitätsengpässen. Das Problem wurde 2004 durch den großzügigen Ausbau des Eingangs gelöst. Die Treppe mündet nun in eine Freifläche inmitten der Straße. Zum selben Zeitpunkt, als der südliche Eingang eröffnet wurde, entstand am nördlichen Ende ein Ersatz für den einstmals einzigen Eingang. Unter der Kreuzung von Sloane Street, Brompton Road und Knightsbridge entstand eine neue Fußgängerunterführung. Der Zugang zu den Bahnsteigen erfolgte hier nun ebenfalls über Rolltreppen. Der Fußgängertunnel vom ältesten Eingang aus wurde geschlossen und dient heute als Belüftungsschacht.